# Móring József Attila
Móring József Attila (Kaposvár, 1968. október 8. –) magyar általános iskolai tanító, oligofrén pedagógiai szakos gyógypedagógiai tanár, politikus; 2002. december 13. és 2006. május 15. között Fidesz – Magyar Polgári Szövetség országgyűlési képviselője, 2006. május 16. óta a Kereszténydemokrata Néppárt országgyűlési képviselője.

## Életrajz

### Tanulmányai
1987-ben marcali Ladi János Gimnáziumban maturált. 1993-ban a kaposvári Csokonai Vitéz Mihály Tanítóképző Főiskolán általános iskolai tanító végzettséget szerzett. 1998-ban Bárczi Gusztáv Gyógypedagógiai Tanárképző Főiskolán oligofrén pedagógiai szakos gyógypedagógiai tanárként végzett.
Német nyelven társalgási szinten tud.

### Politikai pályafutása
1992. december 12-én lépett be a Fidesz – Magyar Polgári Szövetségbe. 2005-ben lépett be a Kereszténydemokrata Néppártba.
1994 és 1998 között Somogyvár alpolgármestere, majd 1998 és 2014 között polgármestere.
2002. december 13. és 2006. május 15. között Fidesz – Magyar Polgári Szövetség országgyűlési képviselője, 2006. május 16. óta a Kereszténydemokrata Néppárt országgyűlési képviselője. 2006. május 16. óta az Országgyűlés jegyzője.

## Művei
- "Tökéletesülni és tökéletesíteni"; KDNP Országgyűlési Képviselőcsoportja, Bp., 2008 (Kereszténység és közélet)